# Запашниця волосиста
Запашниця волосиста (Mannia pilosa) — вид печіночників родини айтонієвих.

## Характеристики
Талом лопатевий, шириною від 2 до 4 міліметрів і довжиною від 1 до 2 сантиметрів, світло-зелений або сіро-зелений з дрібними плямами зверху, червонувато-коричневим знизу і вкритий великими червонуватими напівкруглими черевними лусочками, що закінчуються загостреними кінчиками, які часто трохи виступають вперед над краєм талому. Основна тканина талома розвинена незначно, асиміляційна тканина займає близько двох третин товщини талома і розділена на численні камери. Підняті дихальні отвори оточені кількома колами з 5–7 клітинами в кожному. Коричневі спори мають розмір приблизно від 60 до 90 мікрометрів.

## Поширення
Зустрічається в Європі та на півночі Північної Америки. У Центральній Європі його можна зустріти на великих висотах в Альпах, але це рідко. Росте на ґрунті над вапняковими скелями.